# Strmna Gora
Strmna Gora (Servisch cyrillisch Стрмна Гора) is een plaats in de Servische gemeente Valjevo. De plaats telt 166 inwoners (2002).

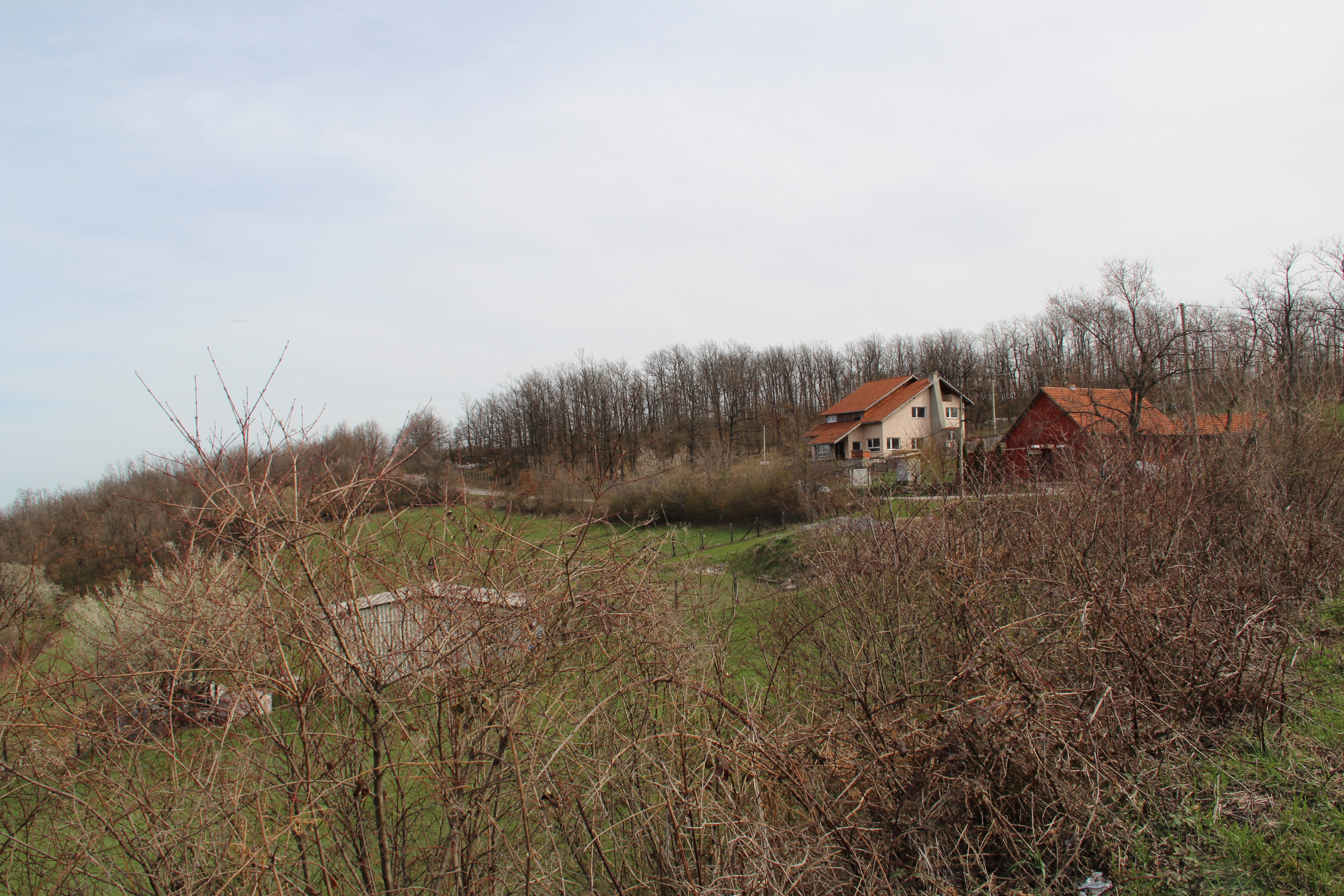
Strmna Gora - Panorama
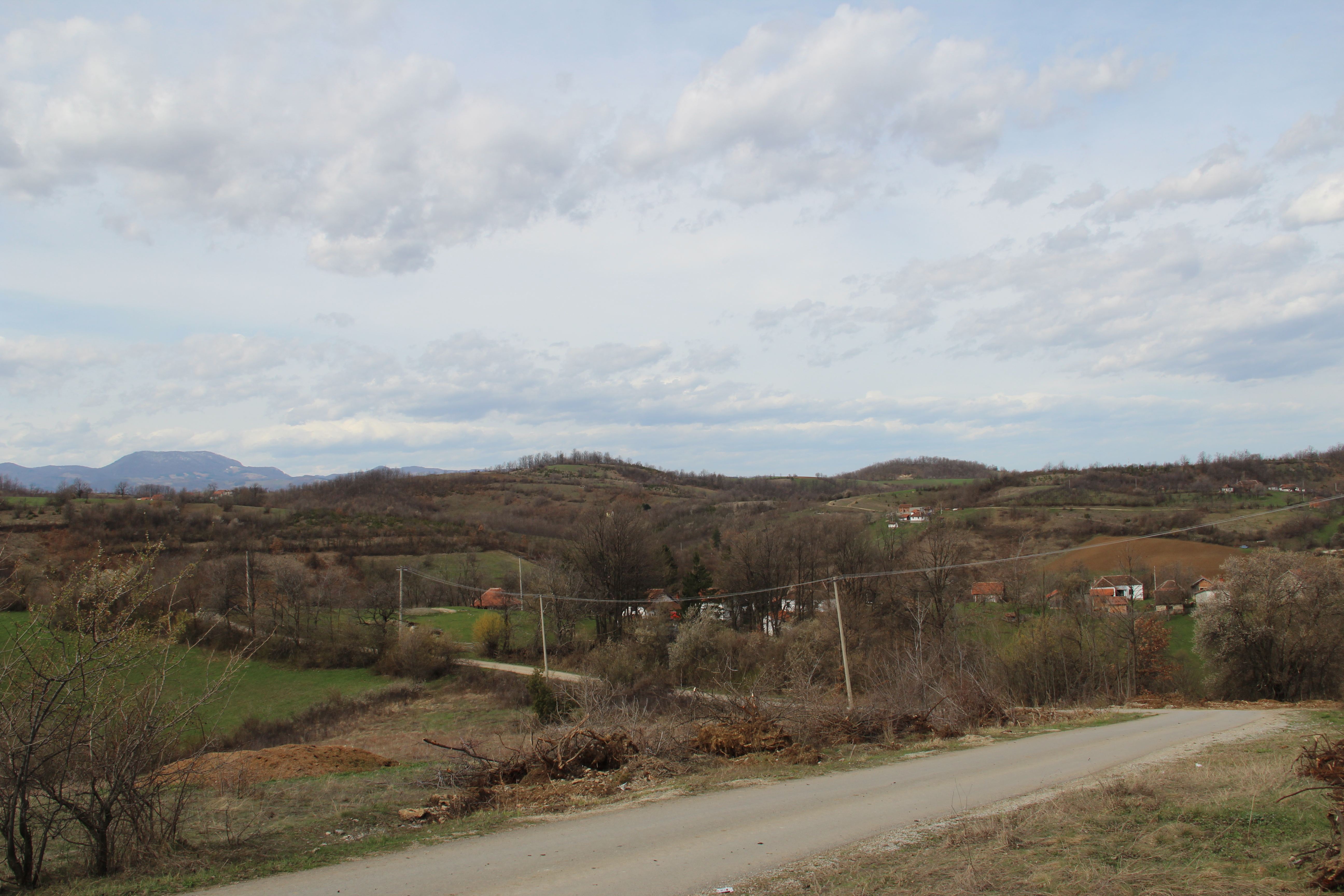
Strmna Gora - Panorama
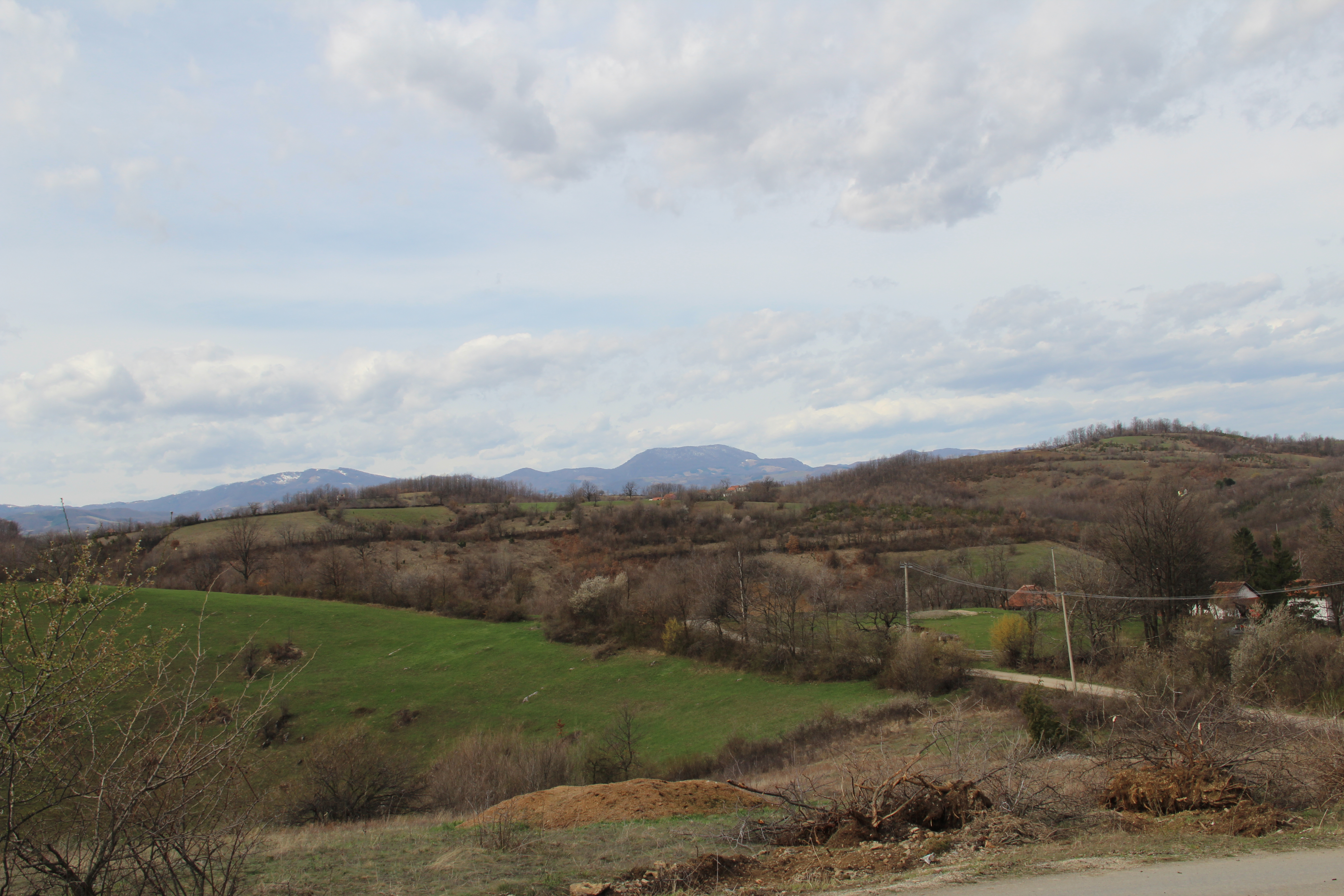
Strmna Gora - Panorama
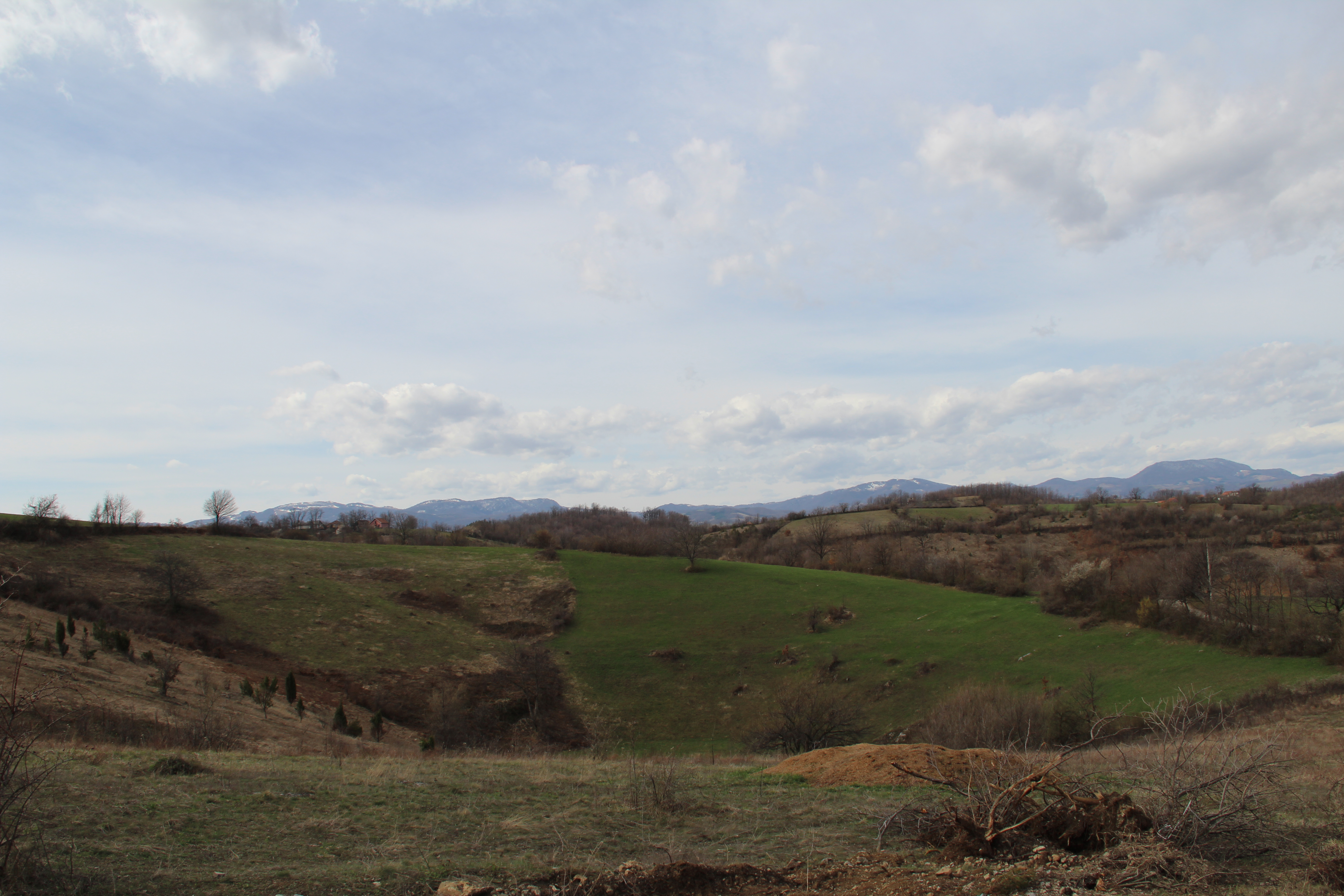
Strmna Gora - Panorama
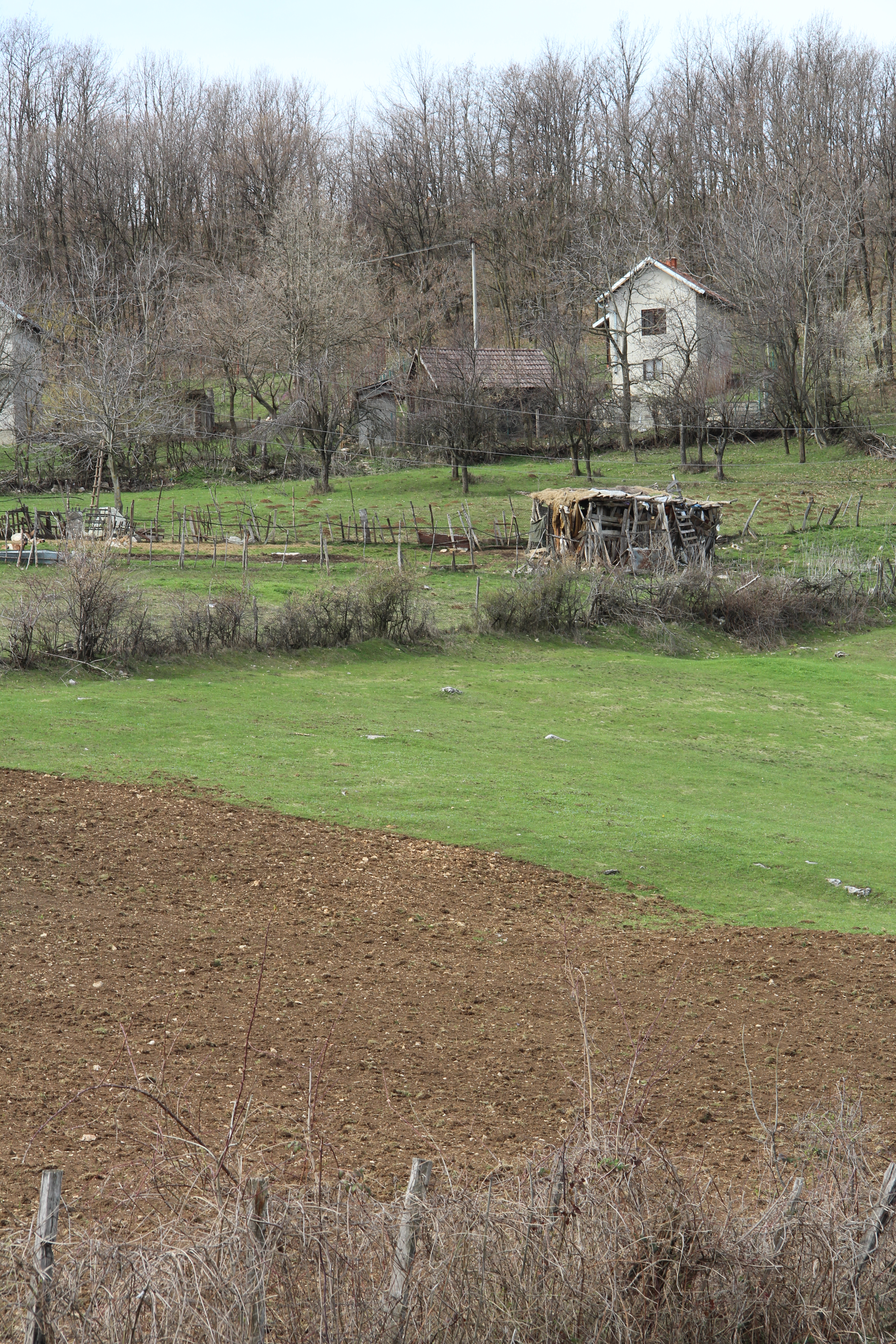
Strmna Gora - Panorama